# Scrophularia paphlagonica
Scrophularia paphlagonica är en flenörtsväxtart som beskrevs av R. Mill. Scrophularia paphlagonica ingår i släktet flenörter, och familjen flenörtsväxter. Inga underarter finns listade i Catalogue of Life.